# Zamek w Krajence
Zamek w Krajence – nieistniejący zamek rycerski rodu Danaborskich herbu Topór w Krajence na północy Wielkopolski. Zamek został przypuszczalnie zbudowany w XV wieku. W XVIII wieku w ruinie i przebudowany na kościół.
Zamek został zbudowany przypuszczalnie w XV wieku i miał kształt trapezu o wymiarach 50 x 27 x 56 x 27 m. Z badań wynika, że przebudowano go około 1544 roku. W 1774 roku Anna Sułkowska poleciła przebudować pozostałości zamku na kościół. Z zamku zachował się podpiwniczony dom zamkowy o wymiarach 11,5 x 27 metrów z przylegającą do niego wieżą oraz fragmentem muru obwodowego.